# Samsung Internet
Samsung Internet pour Android est un navigateur web mobile pour les smartphones et les tablettes développé par Samsung. Il est basé sur le projet open-source Chromium et est préinstallé sur les appareils Samsung Galaxy. Il est disponible au téléchargement sur le Google Play Store depuis 2015,. Samsung a estimé qu'il avait autour de 400 millions d'utilisateurs actifs par mois en 2016. Selon StatCounter, il avait une part de marché de près de 4.98% (parmi 53.26% pour l'ensemble des variantes de Chrome) autour de mai 2018.
Ce navigateur est disponible également sur le système d'exploitation Microsoft Windows.
Les principales différences avec Chromium sont le support de certaines caractéristiques spécifiques aux appareils Samsung, telles que le Gear VR et des capteurs biométriques,.

## Historique
Samsung Internet a remplacé le navigateur Android par défaut sur les appareils Samsung Galaxy en 2012. À compter de début 2013, il est basé sur le navigateur Chrome, et la première version Chromium a été publiée avec le Samsung Galaxy S4 plus tard dans l'année.
La version 4 a été publiée au début de 2016, et apporte des nouveautés telles que l'ajout du mode secret, le contenu des cartes, le PiP, l'historique des vidéos regardées, les onglets personnalisés et le support d'extensions ,.
La version 5 a été publiée le 16 décembre 2016, avec l'ajout de site web de paiement et une amélioration de l'assistant vidéo,.
La version 5.4 a été publiée en version bêta publique en mars 2017, ajoutant le changement d'onglet avec un geste de balayage, un menu rapide, une amélioration de la page de navigation (Chine uniquement). La version stable a par la suite été publiée dans le monde entier en mai 2017, après le lancement du Samsung Galaxy S8.
La version 6.2 a été publiée le 30 octobre 2017, comprenant l'ajout du mode contraste élevé et du mode nuit,.
La version 6.4 a été publiée le 19 février 2018, avec l'ajout d'un gestionnaire de téléchargements Web et la compatibilité Bluetooth par défaut,.
La version 7.2 a été publiée le 7 juin 2018, ajoutant WebGL2, Intersection Observer, Web Assembly et Protected Browsing.

## Support
La version la plus récente de Samsung Internet pour Android supporte tous les smartphones à partir de Android 5.0.
Auparavant (v5.0), Samsung Internet était uniquement pris en charge sur les Samsung Galaxy, Google Nexus et autres téléphones avec Android 5.0 et supérieur.

## Caractéristiques
- Extensions de blocage de contenu[23].
- Intégration Gear VR et DeX[24].
- Support de KNOX
- Synchronisation des onglets ouverts et des signets entre plusieurs appareils
- Mode lecture
- Ajout de pages aux signets
- “Mode Secret”[25].
- Connexion automatique aux sites Web à l'aide de l'authentification biométrique
- Support du S Pen
- Mode économie d'énergie maximal